# Joseph Gire
Pour les articles homonymes, voir Gire.
Joseph Gire (10 janvier 1872 - 5 octobre 1933) est un architecte français.

## Biographie

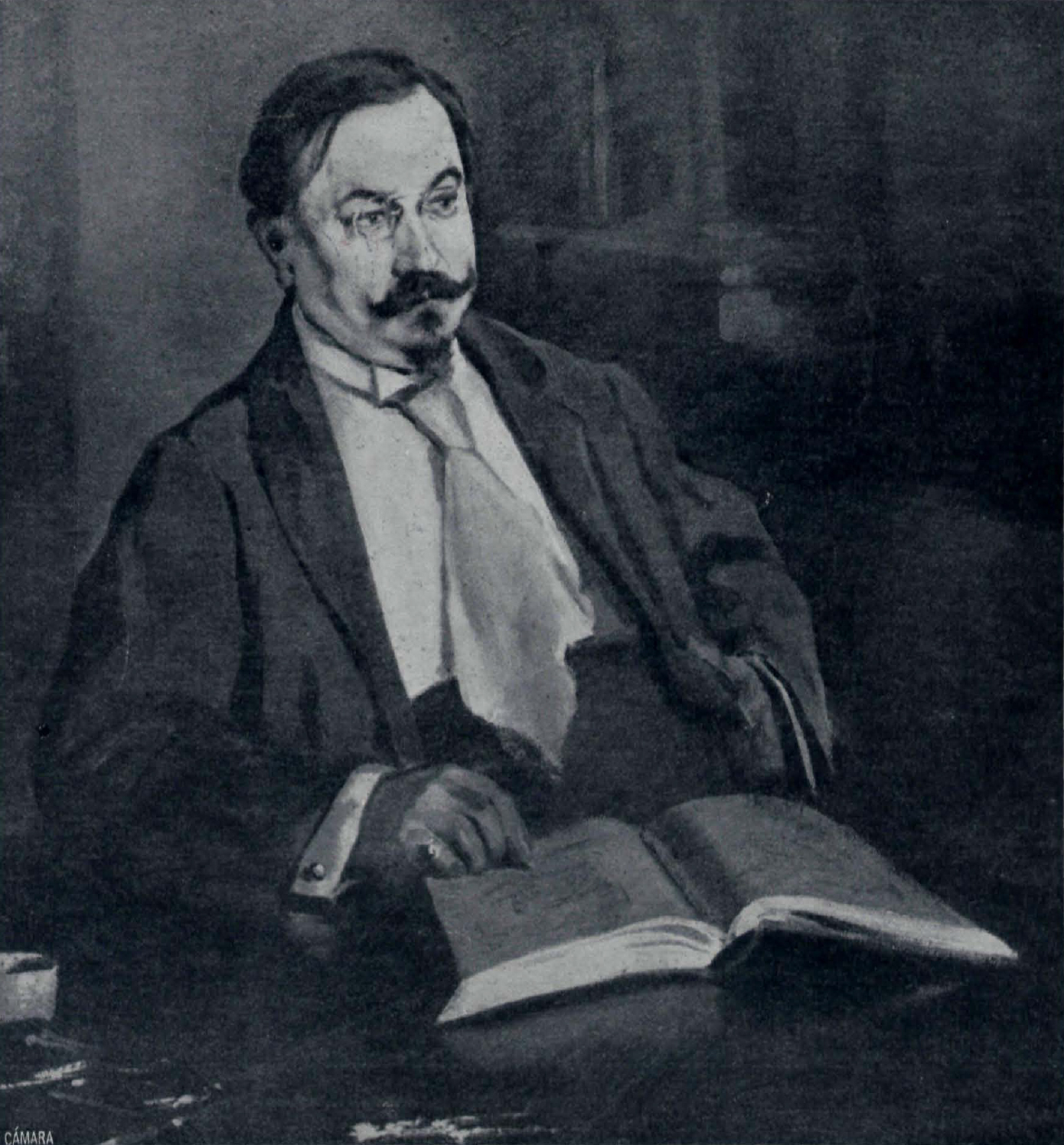
Portrait de Joseph Gire (La Esfera, 1915).

Joseph Gire est né le 10 janvier 1872 à Yssingeaux en Haute-Loire.
Il se marie le 23 mai 1900 à Paris, dans le 8e arrondissement, avec Pauline Deparchy. 
Il travaille à partir de 1900 chez Henri Grandpierre, après avoir été inspecteur de l'Exposition universelle de 1900. Il reprend avec l'architecte Michel Jamin le cabinet Grandpierre à la suite du décès d'Henri Grandpierre en 1906.
Après plus de dix ans de constantes allées et venues entre la France et le Brésil, il meurt en 1933 dans son château à Arbérats, dans les Pyrénées-Atlantiques.

## Réalisations
Parmi ses constructions et interventions les plus connues se trouvent le Copacabana Palace (1923) et l'hôtel Glória (pt) (1922) à Rio de Janeiro, l'hôtel Plaza de Buenos Aires, et le premier gratte-ciel construit avec une structure entièrement en béton armé d'Amérique, une tour de 22 étages et 125 mètres de hauteur, connue comme Edifício A Noite (pt) (1929), également à Rio de Janeiro. Celui-ci demeure longtemps le plus gros volume en béton armé du monde.
Son œuvre en Argentine est remarquable par sa qualité, le caractère monumental et institutionnel de nombreuses constructions et projets, ainsi que par la quantité de réalisations. Il construit entre 1909 et 1916 à travers le pays, de Patagonie à Tucumán, passant par Mendoza, Santiago del Estero, San Juan, Mar del Plata, Paraná, et Buenos Aires.
Au Brésil, à Rio de Janeiro en particulier, il établit de nouveaux paramètres constructifs, lançant la verticalisation de la ville au début des années 1920, et contribue à établir les standards modernes de construction, comme le béton armé, dans la réalité urbaine de la capitale fédérale brésilienne de l'époque.